# Etnografía

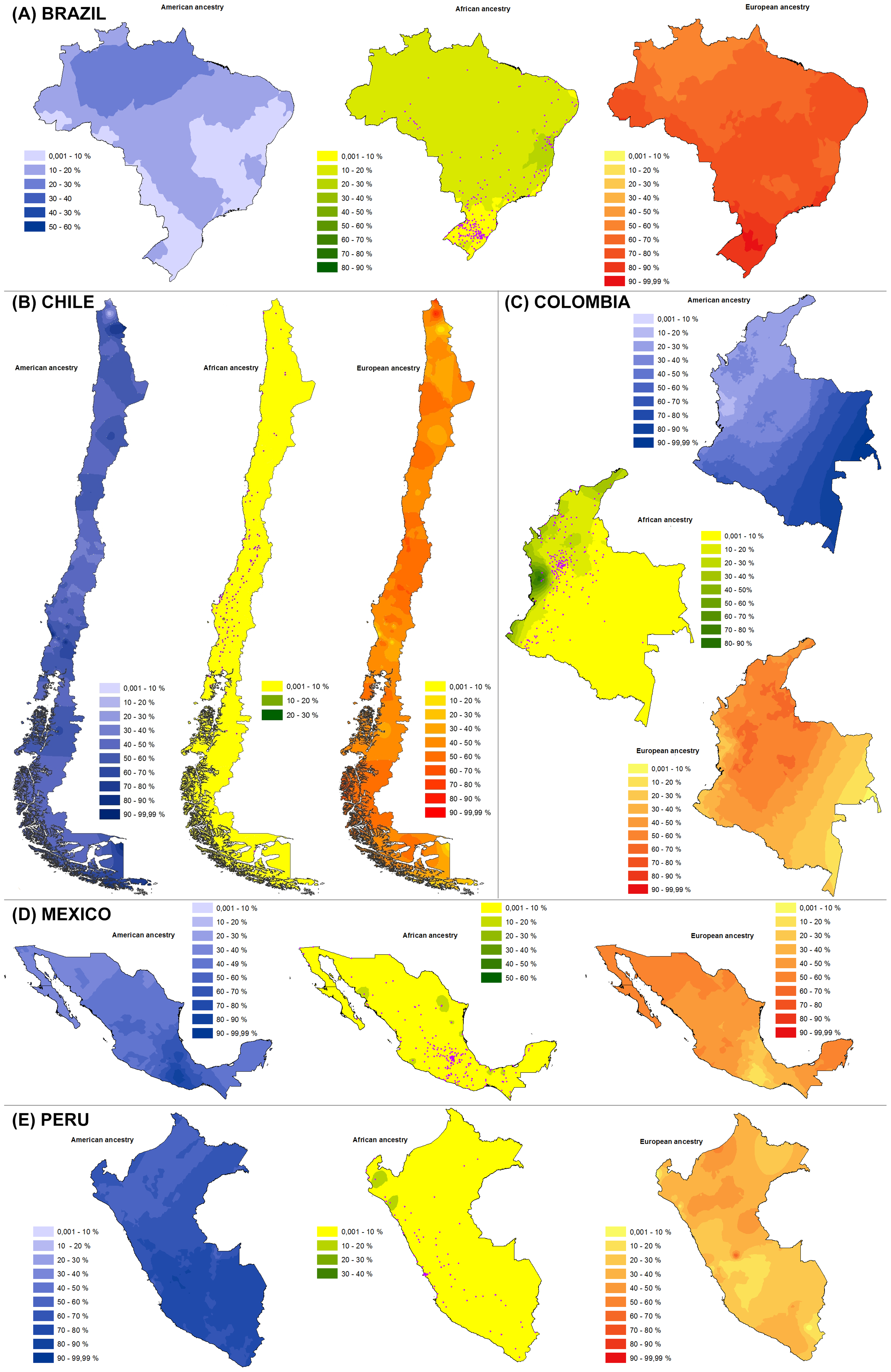
Distribución geográfica de ancestría de Brasil, Chile, Colombia, México y Perú, se indica influencia europea (rojo), indígena (azul) y africana (amarillo).

La etnografía es un método de investigación cualitativa de las ciencias sociales para describir e interpretar de manera sistemática la cultura de los diversos grupos humanos o comunidades. Pretende poder descifrar los comportamientos en términos de un sistema de valores y creencias propio de la cultura observada, y captar la mirada desde los propios sujetos sociales. Busca relevar la información en el contexto en el que se produce. Para ello, se realiza trabajo de campo y se utiliza técnicas de recolección de datos como la observación participante y entrevista abierta. La información recogida en el campo se registra en una bitácora o cuaderno de registro.
Este método de investigación consiste en observar las prácticas culturales de los grupos sociales y poder participar en ellos para así poder contrastar lo que la gente dice (discurso) y lo que hace (prácticas culturales). Es la técnica principal de investigación de la antropología social y cultural. El antropólogo Claude Levi-Strauss la considera incluso como la primera etapa de investigación antropológica. En un principio esta técnica se utilizó para analizar a las comunidades aborígenes, actualmente se aplica también al estudio de cualquier grupo humano que se pretenda conocer mucho mejor.

## Definición

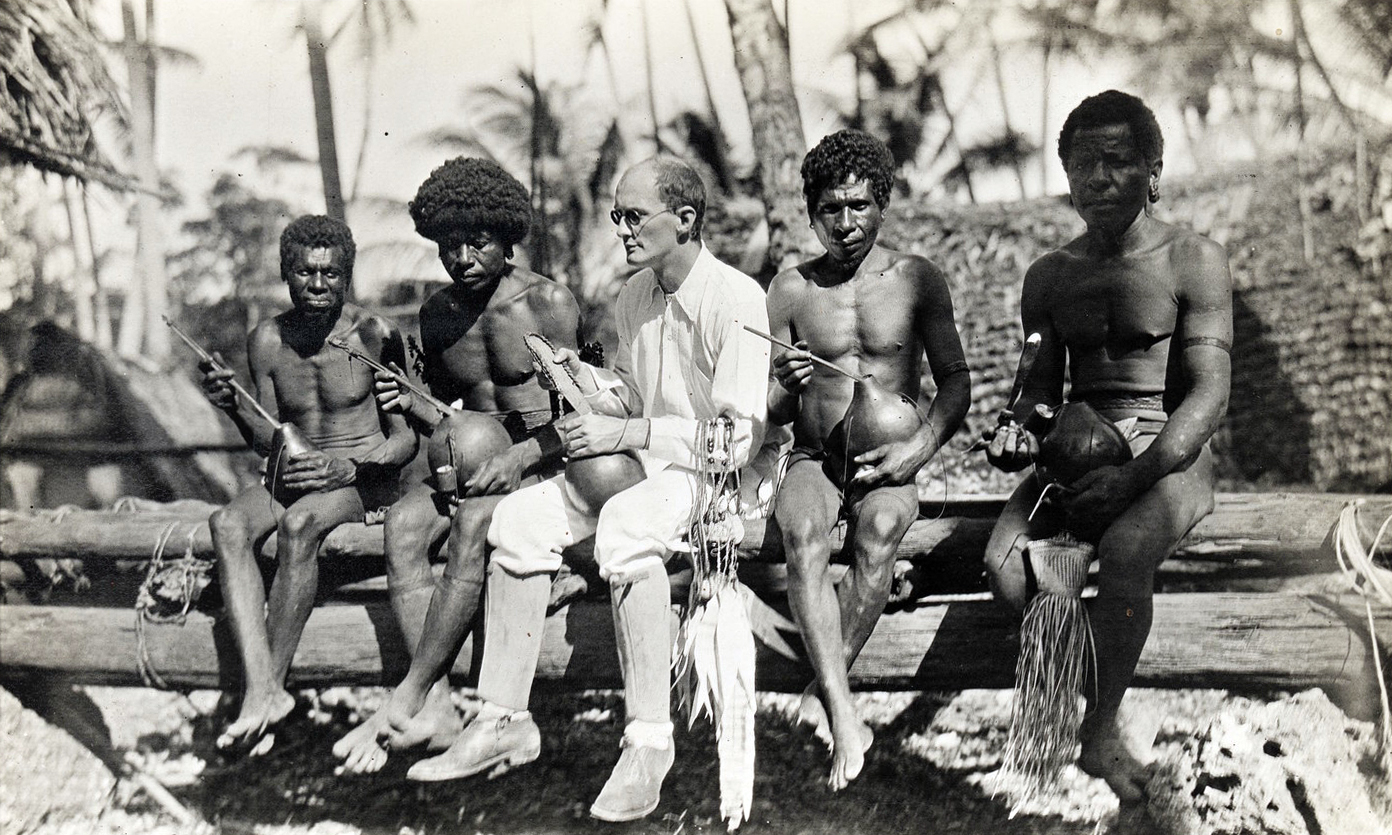
El antropólogo Bronisław Malinowski con un grupo de nativos de las islas Trobriand.

Para el sociólogo Anthony Giddens, la etnografía es «el estudio directo de personas y grupos durante un cierto periodo, utilizando la observación participante o las entrevistas para conocer su comportamiento social». Registrando una imagen realista y fiel del grupo estudiado, el trabajo de campo resulta ser una herramienta imprescindible.
La investigación etnográfica intenta revelar los significados que sustentan las acciones e interacciones que constituyen la realidad social del grupo estudiado. Esto se consigue mediante la participación directa del investigador. Con frecuencia, el investigador asume un papel activo en sus actividades cotidianas, observando lo que ocurre y pidiendo explicaciones e interpretaciones sobre las decisiones, acciones y comportamientos. Los datos recopilados consisten en la descripción exhaustiva y detallada de sus costumbres, creencias, mitos, genealogías, historia, lenguaje, etcétera.

En palabras de Eduardo Restrepo: 
"De una forma muy general, la etnografía se puede definir como la descripción de lo que una gente hace desde la perspectiva de la misma gente". Esto quiere decir que a un estudio etnográfico le interesa tanto las prácticas (lo que la gente hace) como los significados que estas prácticas adquieren para quienes las realizan (la perspectiva de la gente sobre esas prácticas). La articulación de esas dos dimensiones es, sin lugar a dudas, uno de los aspectos cruciales que ayudan a singularizar la perspectiva y el alcance de la etnografía con respecto a otros tipos de descripción"
La etnografía se enfoca en la descripción e interpretación de un grupo social o cultural, considerando sus características en común, basadas en aspectos como lenguaje, costumbres, residencia, relaciones sociales, comportamiento y creencias políticas o sociales. Todos estos elementos son observados y examinados por el investigador que está inmerso en la vida cotidiana de este grupo, de manera que puede ir comprendiendo la conducta individual y grupal que prevalece, para después reunir, ordenar, clasificar y seleccionar los datos obtenidos, agrupándolos en modelos, categorías o relaciones, según el enfoque de estudio.
Jaime Botello manifiesta que la etnografía es «el estilo de vida de un grupo de personas acostumbradas a vivir juntas». Por tanto, todo tipo de grupos es sujeto de estudio. Al respecto, Elsie Rockwell describe que los etnográfos entran al campo de las sociedades complejas por medio del estudio de las situaciones particulares de la vida cotidiana, como por ejemplo: barrios y comunidades, manicomios, cárceles, juzgados, clínicas, escuelas, esquinas.
Uno de los problemas que cualquier investigación enfrenta es definir el tipo de metodología a emplear: si un método cualitativo o un método cuantitativo. En este punto se puede decir que la etnografía, básicamente, emplea el método cualitativo, ya que según ciertos autores afirman que al emplearse métodos matemáticos o estadísticos se corre el riesgo de sobresimplificar el problema, ya que la persona al formar parte de un sistema toma algo de él e, igualmente, el sistema es influido o cambiado por el individuo.
La etnografía ha sido de gran interés en los últimos años por profesionales de múltiples disciplinas, debido a que es un método de investigación social que permite interactuar con una comunidad específica, con el fin de conocer y registrar todos los datos relacionados con su organización, cultura, alimentación, vestimenta, economía y comercio. Para que el etnógrafo pueda realizar todo tipo de exploración se requiere de documentación que le facilite saber actuar y definir la problemática de la investigación, este investigador debe tener un acercamiento con el grupo de estudio y puede participar de forma abierta o encubierta para apreciar con precisión la vida de las personas de la comunidad y registrar los datos de interés.
Por extensión, el término 'etnografía' también se utiliza para denominar a la obra escrita una vez finalizado el trabajo de campo. Ejemplos clásicos, y en algunos casos literarios, son los trabajos etnográficos de Bronislaw Malinowski (Los argonautas del Pacífico Occidental, 1922) y Edward Evan Evans-Pritchard (Los Nuer).

## Características principales del enfoque etnográfico

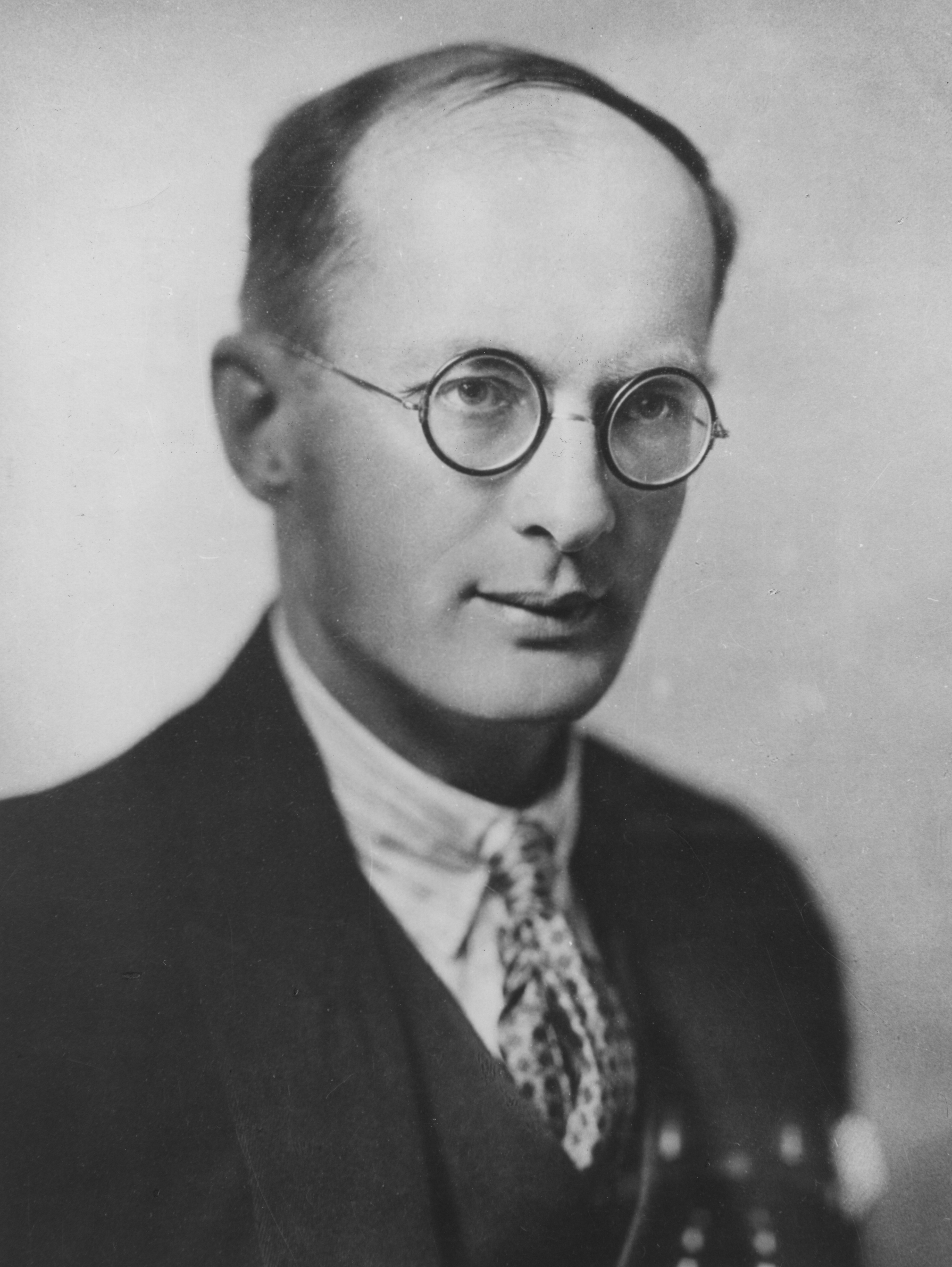
El antropólogo Bronisław Malinowski es considerado el padre de la etnografía.

En una revisión de las características principales del enfoque etnográfico realizada por Almudena Cotán Fernández (2020), se destacan los aportes de Spindler y Spindler (1992), quienes consideran que las etnografías han de reunir diez características esenciales:
1. Observaciones contextualizadas.
2. Hipótesis originadas en el momento en el que se desarrolla el estudio.
3. Observación prolongada y reiterada en el tiempo.
4. Las narraciones y voces de los participantes han de ser recogidas a través de diversas técnicas de investigación etnográficas, como es el caso de la observación y la entrevista, entre otras.
5. Explicación del conocimiento cultural y social de los participantes.
6. Los instrumentos, esquemas, códigos, categorías, que se generen deben ser creados fruto de la observación.
7. Ha de ser transcultural y comparativa.
8. Debe clarificar lo implícito para los lectores: reglas, palabras, comportamientos, etc.
9. El investigador no debe incidir en las respuestas de los participantes ni conducir las entrevistas bajo su perspectiva personal. Debe ser lo más neutral posible.
10. Utilizar cualquier material que permita recoger más información (grabadora, cámara, etc.).

A estas características, se suman otras, que han sido descritas por Martínez (2008), y que proponen considerar a la etnografía como una actitud hacia la vida y hacia el entorno que nos rodea, en donde prima la apertura, la flexibilidad y la relatividad, y cuyo objetivo consiste en adoptar "el punto de vista del otro". Se destaca también que debido a su paralelismo con la investigación cualitativa, estudia un número pequeño de casos (a veces sólo uno), pero siempre en detalle y profundidad, lo que le permite interpretar los significados y funciones que cumplen las acciones de los distintos actores sociales. Existen diversas caracterizaciones para la etnografia pero uno de los más actuales es el elaborada por Guber (2011) que propone etnografia es el conjunto de actividades que suele designarse como "trabajo de campo", y cuyo resultado se emplea como evidencia para la descripción.

## Dimensión Epistemológica de la etnografía
Gary Anderson sostiene que la etnografía responde a un paradigma postpositivista que desafía, en el campo de las Ciencias Sociales, al paradigma positivista, al contraponer los modelos con la realidad empírica.

## Ventajas y limitaciones de la etnografía
Siguiendo con Anthony Giddens, la etnografía, cuando tiene éxito proporciona una información sobre la vida social mucho más rica que la mayoría de los restantes métodos de investigación. Una vez que sabemos cómo se ven las cosas desde dentro de un determinado grupo, es probable que alcancemos una comprensión más profunda de por qué determinadas personas actúan de una manera dada. También podemos aprender más sobre los procesos sociales que se solapan con la situación que estudiamos. Con frecuencia se considera que la etnografía es un tipo de investigación cualitativa, porque le preocupan más las interpretaciones subjetivas que los datos cuantificables. La etnografía también proporciona al investigador más flexibilidad que otros métodos, ya que le permite adaptarse a circunstancias nuevas e inesperadas y aprovechar las oportunidades que pudieran surgir durante el estudio.
Sin embargo, el trabajo de campo también tiene grandes limitaciones: solamente pueden estudiarse grupos o comunidades relativamente pequeños, y casi todo depende de la habilidad del investigador para ganarse la confianza de los individuos que quiere estudiar. Sin esta capacidad es muy improbable que la investigación pueda salir adelante. También puede ocurrir lo contrario, es decir, que el investigador se identifique tanto con un grupo que al convertirse casi en un "miembro" de él pierda la perspectiva que tiene un observador externo al mismo.
Según Sergio Morales: "Es muy peligroso confundir entre técnica y método, o peor aun creer que la etnografía es el método de la antropología, pues esto genera que muchos antropólogos usen "como método" a la etnografía para realizar una investigación, cuando, en realidad, no emplean ningún método sino más bien una técnica. Por esta razón, muchos estudios antropológicos son esencialmente descriptivos, porque le llaman método a aquello que es una técnica de investigación".

## Etnología y etnografía

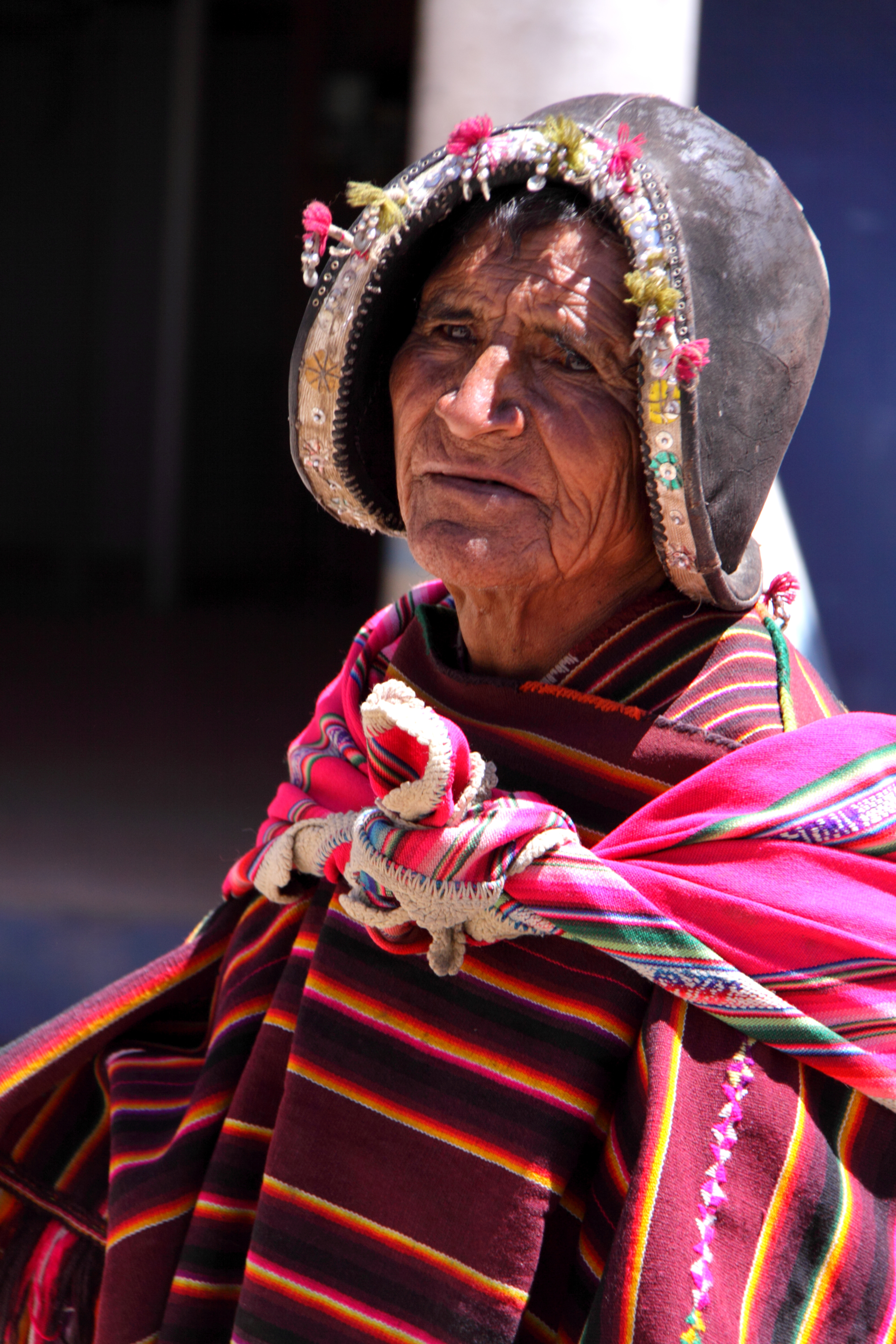
Indígena Quechua Tarabuco con su vestimenta típica en Bolivia.

Es importante hacer una distinción entre etnología y etnografía. La Enciclopedia Social de las Ciencias Sociales, véase también Enciclopedia Herder, nos indica que mientras la primera ha venido a significar el estudio comparado de las culturas documentadas y contemporáneas, la segunda se emplea para designar el estudio de campo de la cultura de una tribu o sociedad particular. Existe un criterio de comparatividad que «se sustenta sobre la idea de que la etnografía es necesaria para poder generar interpretaciones y explicaciones, pero no es suficiente para probar hipótesis, lo cual requiere la realización de un estudio comparado sobre una muestra representativa de sociedades». Lo que a su vez nos dice, implícitamente, que es necesaria la etnografía para poder generar interpretaciones y explicaciones, que luego convertirá la etnología en hipótesis.
La etnología es una ciencia social y es una rama de la antropología, realiza estudios y comparaciones entre los diferentes pueblos o etnias primitivas del mundo, considerando principalmente sus manifestaciones culturales, rituales, creencias, tradiciones, gobierno y sistemas económicos. La etnografía es la ciencia que tiene como objetivo el estudio y la descripción de un pueblo o comunidad en particular, mientras tanto, la etnología tiene como objetivo estudiar las semejanzas o características comunes de diferentes sociedades o etnias.
En este sentido la etnología comprende dos dimensiones de análisis comparado: la espacial o intercultural (puede aplicarse al estudio de una sola cultura -cómo sus aspectos culturales se relacionan entre sí y con el ambiente- y al análisis comparado de varias culturas) y la temporal (etnología histórica, comúnmente llamada Etnohistoria).
"La cultura etnográfica aporta al investigador los elementos: materiales, organizativos, emotivos, creativos, paradigmáticos y simbólicos que se utilizarán en el estudio de la cultura particular. Las orientaciones de Geertz: quien concibe a la antropología como un acto interpretativo; el objeto de atención investigativa del investigador debe estar puesto sobre el entramado cultural: las instituciones, las acciones, expresiones, imágenes, acontecimientos y costumbres que a través de la etnografía se van registrado todos y cada de los elementos culturales que aparecen de forma directa en los acontecimientos sociales; medio por el cual se representan las formas culturales. Los insumos investigativos se obtienen a través de la observación de los fenómenos sociales, para posteriormente dar el salto etnológico; es decir: comparar con otros fenómenos similares e interpretar los sentidos subyacentes".

## Historias de vida
Uno de los instrumentos que utilizan los etnógrafos para recolectar datos son las historias de vida. La etnografía usa historias similares a las utilizadas en las entrevistas de profundidad. Se comienza con darle confianza al informante para crear una relación de empatía. Son entrevistas "cara a cara" entre investigador e informante.
Estas historias ayudarán a determinar la cultura de un pueblo. Muchas de éstas son historias que pasan oralmente de generación en generación, son tradiciones que se enseñan de persona a persona. Los mitos y creencias religiosas son parte de las creencias que se transmiten oralmente. Las pinturas rupestres son un ejemplo de los mitos y creencias que se transmitían por medio de dibujos.
Hoy en día las historias las recibimos a través de diferentes medios o fuentes, por ejemplo: biografías, autobiografías, cartas, diarios, documentos personales, entre otros.

## Vocabulario técnico
- Etic: Visión del observador científico desprovisto de conocimientos previos en lo observado (deductivo).
- Emic: Visión desde dentro de lo observado (inductivo).
- Prácticas: Hechos puntuales y analizables dentro de una cultura o comunidad.
- in situ: La descripción de la localidad, como es físicamente este entorno (se menciona el día y la hora que se llevó la investigación).
- Discurso directo[17]: Reproducción de palabras del informante de forma literal o pensamientos transcritos de la forma que se originaron.
- Discurso indirecto[18]: Paráfrasis de lo que mencionó el informante; también, puede incluir ideas y elementos que no se encontraban en la cita original, sin embargo, es un entendimiento o juicio del etnógrafo.

## Etnografía según los cazadores-recolectores

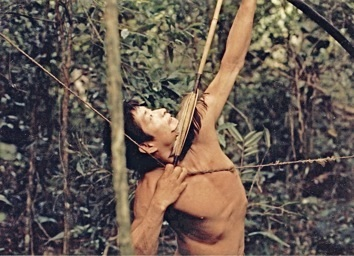
Hombre cazador de la etnia aché (Paraguay).

En el estudio de estos pueblos primitivos, la Etnografía se aplicaba a los análisis ideográficos, que proporcionaban informes de dichos pueblos y su vida social. La diferencia entre Etnografía y Prehistoria es que la etnografía deriva su conocimiento a partir de la observación y del contacto directo con el pueblo investigado, en cambio la Prehistoria deriva su conocimiento a partir de los elementos que se encuentran dispersos.

## Proceso a seguir al hacer una investigación
Lo primero que hace el Etic al comenzar su trabajo de campo es "Observar", utiliza siempre sus cinco sentidos. Debe estudiar minuciosamente todo a su alrededor. Procede a "Describir", mencionará lo que percibió durante la observación. Lo coleccionará para el futuro. Por último el "Análisis", donde describe lo que hizo a través de la investigación.

## Cultura actual

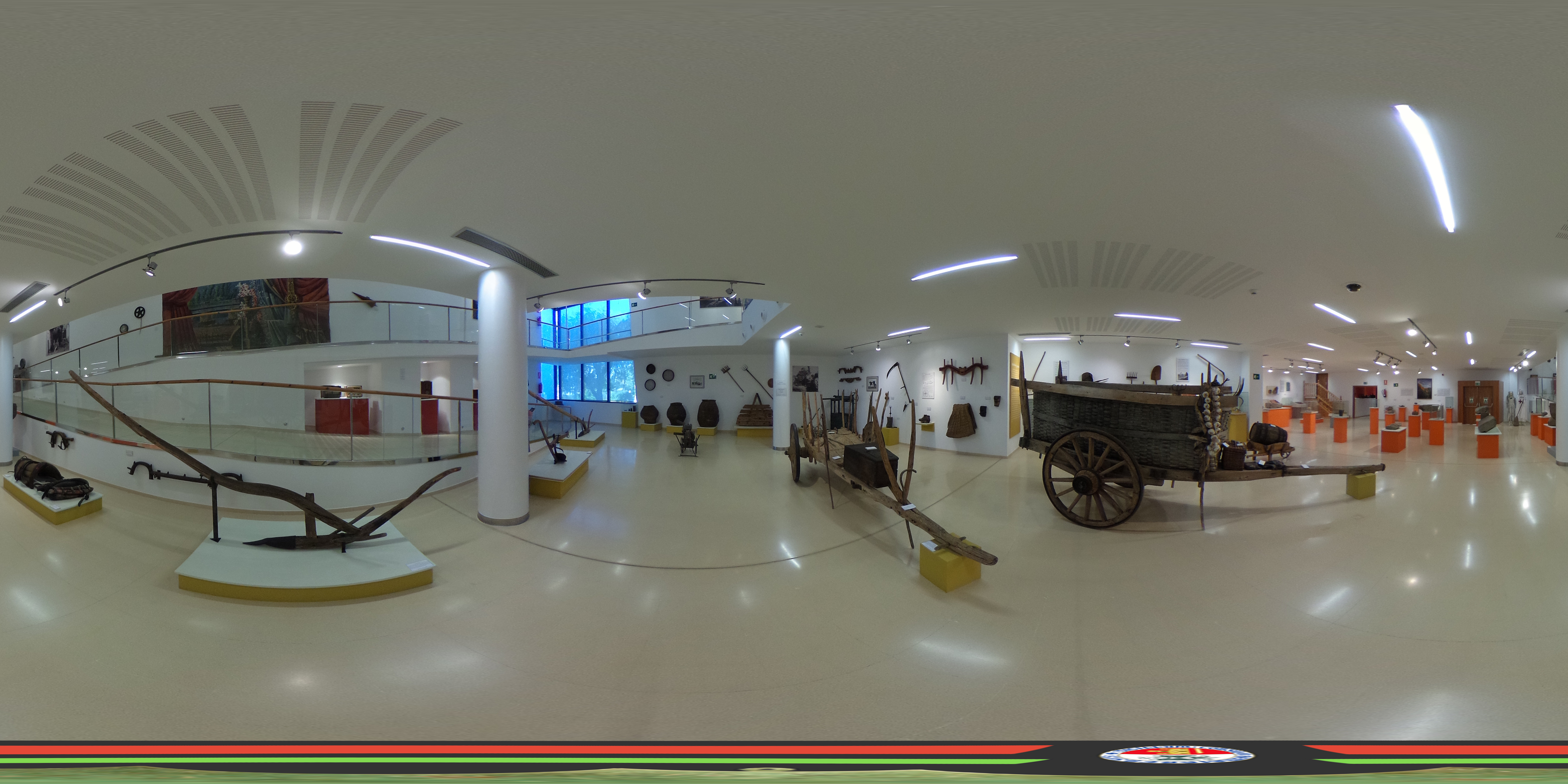
Museo Alto Bierzo, León, España.

La fotografía y el cine han sido uno de los inventos más beneficiosos para los etnógrafos. Desde finales del siglo XIX la antropología y todas sus ramas utilizaron ambas, la fotografía y el cine en sus trabajos de campo. Para los investigadores sociales fue mucho más fácil recopilar imágenes con la ayuda de estos inventos. Las imágenes hablan por sí solas. Podemos percibir mejor lo que estamos investigando y transmitirlo al mismo tiempo.
Grandes empresas dedicadas a hacer documentales educativos, utilizan la fotografía y el cine como medio principal para documentar sus investigaciones en el trabajo de campo. Podemos mencionar como ejemplo: National Geographic, PBS, History Channel, Cultural.es, entre muchos.
El salvaje metropolitano es un libro escrito por la antropóloga Rosana Guber, en el año 2005. Habla sobre las experiencias de algunos antropólogos como: A. R. Radcliffe y Bronislaw Malinowski. Explica que: "el trabajo de campo prolongado no se inicia y culmina con esos dos antropólogos, sino que al volver a Inglaterra, esa práctica continúa y se afianza".
El cine, más que un instrumento de la etnografía, se ha vuelto un medio reflexivo donde el papel de ésta se replantea. Por ejemplo Ben Russell, cineasta estadounidense, define la etnografía como "el conocimiento de uno mismo a través del registro objetivo de alguien que no es uno mismo", posicionándola en la otra cara de la psicodelia, que sería "el conocimiento de uno mismo a través de una experiencia subjetiva del mundo" (así lo dijo en un taller presencial en el Centro de Cultura Digital en la Ciudad de México, pero en una entrevista para BIEFF the BLOG habla sobre estas ideas). Estos dos campos son entonces conjugados en una metodología y un tipo de producción cinematográfica a la que Ben Russell llama etnografía psicodélica: "Psychedelic ethnography is a methodology, it is a means to an end. It couples the visceral subjective charge of psychedelia with ethnography’s claims to an objective understanding of the/a self". Esta redefinición adquiere sentido desde la idea de que el estudio de otra cultura es fundamentalmente un conocimiento de la propia cultura, puesto que los modos de describir a esa otra cultura recurren a las formas de representación (visual, lingüística, etc.) de la propia cultura.

## Etnografía por países
- Etnografía de Bolivia
- Etnografía de Israel
- Etnografía de Indonesia
- Etnografía de Haití
- Etnografía de Trinidad y Tobago
- Etnografía de Ruanda